# Caradrina infusca
Caradrina infusca là một loài bướm đêm trong họ Noctuidae.